# Каримов, Магомед Ахмедович
Магомед Ахмедович Каримов (род. 3 августа 1936, с. Согратль Гунибского района Дагестанской АССР, РСФСР, СССР) — советский и российский государственный деятель, юрист, правовед. Судья Верховного Суда РФ, председатель 6-го судебного состава судебной коллегии по уголовным делам Верховного Суда Российской Федерации. Член Верховного Суда СССР и РСФСР, Заслуженный юрист Российской Федерации, Судья высшей квалификации. Генерал-майор юстиции.

## Биография
Магомед Каримов родился 3 августа 1936 года в селении Согратль Гунибского района Дагестанской АССР в семье крестьянина. Аварец по национальности, закончил среднюю школу в селении Согратль с золотой медалью[значимость факта?]. В 1954 году поступил на юридический факультет Московского государственного университета имени М.В. Ломоносова.
После окончания МГУ в 1959 году Каримов работал следователем прокуратуры города Буйнакска и Советского района Дагестанской АССР, а с 1962 по 1967 годы он был старшим следователем и затем прокурором следственного отдела прокуратуры города Махачкалы.
С 1967 по 1972 год Каримов занимался следственной работой в Комитете Государственной Безопасности при Совете министров Дагестанской АССР, а с 1972 по 1974 год он был заместителем председателя Верховного суда Дагестанской АССР.
В 1974 году Каримов был избран Верховным советом СССР членом Верховного суда СССР. Позже, в 1992 году, он стал членом Верховного суда РСФСР, избранным Верховным советом РСФСР.
С 1992 по 2005 год Каримов был председателем шестого судебного состава судебной коллегии по уголовным делам Верховного Суда Российской Федерации. С 2005 года он ушёл в отставку.

## Личная жизнь
Супруга — Хава Нурмагомедовна Каримова (род. 1941). Дети: дочь Джамиля (род. 1963) и сын Омар (род. 1967).

## Награды
- Орден Почёта (2002) «за заслуги в укреплении законности, активную законотворческую деятельность и многолетнюю добросовестную работу»[6]
- Медаль «Ветеран труда» (1987)
- Медаль «В память 850-летия Москвы» (1997)
- Заслуженный юрист РФ (1995) «за заслуги в области законности и многолетнюю добросовестную работу»[7]
- Высший квалификационный класс[8] (1995)